# Dixième district congressionnel de Géorgie
Le 10e district congressionnel de Géorgie est un district de l'État américain de Géorgie. Le district est actuellement représenté par le Républicain Mike Collins et comprend une large bande de territoire urbain et rural entre Atlanta et Augusta.
Les limites du district ont été redessinées à la suite du recensement de 2010, qui a accordé un siège supplémentaire à la Géorgie. La première élection utilisant les nouvelles limites des districts (énumérées ci-dessous) a été les élections de 2012.
Situé dans la partie orientale de l'État, les limites du district comprennent les villes d'Athens, Eatonton, Jackson, Monroe, Washington, Watkinsville et Winder.

## Géographie
| #   | Comté      | Siège         | Population |
| --- | ---------- | ------------- | ---------- |
| 13  | Barrow     | Winder        | 92 792     |
| 35  | Butts      | Jackson       | 26 887     |
| 59  | Clarke     | Athens        | 129 933    |
| 105 | Elbert     | Elberton      | 20 013     |
| 133 | Greene     | Greensboro    | 20 722     |
| 141 | Hancock    | Sparta        | 8 676      |
| 151 | Henry      | McDonough     | 254 613    |
| 157 | Jackson    | Jefferson     | 88 615     |
| 159 | Jasper     | Monticello    | 16 455     |
| 195 | Madison    | Danielsville  | 32 191     |
| 211 | Morgan     | Madison       | 21 460     |
| 217 | Newton     | Covington     | 120 135    |
| 219 | Oconee     | Watkinsville  | 44 182     |
| 221 | Oglethorpe | Lexington     | 15 754     |
| 237 | Putnam     | Eatonton      | 23 129     |
| 265 | Taliaferro | Crawfordville | 1 609      |
| 297 | Walton     | Monroe        | 106 702    |
| 317 | Wikes      | Washington    | 9 518      |

### Villes de10 000habitants ou plus
- Athens - 127 315
- McDonough - 29 051
- Stockbridge - 28 973
- Winder - 18 338
- Monroe - 14 928
- Covington - 14 192
- Loganville - 14 127
- Braselton - 13 403
- Jefferson - 13 233

### 2 500-10 000habitants
- Locust Grove - 8 947
- Auburn - 7 495
- Commerce - 7 387
- Eatonton - 6 307
- Jackson - 5 557
- Social Circle - 4 974
- Heron Bay - 4 679
- Elberton - 4 640
- Madison - 4 447
- Greensboro - 3 648
- Watkinsville - 2 896
- Statham - 2 813
- Hoschton - 2 666
- Monticello - 2 541

## Historique de vote
| Année | Poste     | Résultats              |
| ----- | --------- | ---------------------- |
| 2000  | Président | Bush 63,0 % - 37,0 %   |
| 2004  | Président | Bush 65,0 % - 35,0 %   |
| 2008  | Président | McCain 60,4 % - 38,8 % |
| 2012  | Président | Romney 62,5 % - 36,3 % |
| 2016  | Président | Trump 61,3 % - 35,8 %  |
| 2020  | Président | Trump 60,0 % - 39 %    |

## Liste des Représentants du district
| Membre                          | Parti       | Années                            | Congrès     | Histoire électorale | Zone géographique |
| ------------------------------- | ----------- | --------------------------------- | ----------- | --- | --- |
| District établit le 4 mars 1885 |             |                                   |             | | |
| George Barnes (en)              | Démocrate   | 4 mars 1885 - 3 mars 1891         | 49e - 51e   | Élu en 1884. Réélu en 1886. Réélu en 1888. | 1885–1893 Burke, Columbia, Glascock, Jefferson, Johnson, Lincoln, McDuffie, Richmond, Taliaferro, Warren et Washington. |
| Thomas E. Watson (en)           | Populiste   | 4 mars 1891 - 3 mars 1893         | 52e         | Élu en 1890. perd sa renomination. | 1885–1893 Burke, Columbia, Glascock, Jefferson, Johnson, Lincoln, McDuffie, Richmond, Taliaferro, Warren et Washington. |
| James C. C. Black (en)          | Démocrate   | 4 mars 1893 - 3 mars 1895         | 53e         | Élu en 1892. Démissionne lors de la contestation de l'élection. | 1893–1909 |
| Vacant                          | Vacant      | 4 mars 1895 - 2 octobre 1895      | 54e         | | 1893–1909 |
| James C. C. Black (en)          | Démocrate   | 2 octobre 1895 - 3 mars 1897      | 54e         | Élu pour finir son mandat. Retrait. | 1893–1909 |
| William Henry Fleming (en)      | Démocrate   | 4 mars 1897 - 3 mars 1903         | 55e - 57e   | Élu en 1896. Réélu en 1898. Réélu en 1900. perd sa renomination. | 1893–1909 |
| Thomas W. Hardwick (en)         | Démocrate   | 4 mars 1903 - 2 novembre 1914     | 58e - 63e   | Élu en 1902. Réélu en 1904. Réélu en 1906. Réélu en 1908. Réélu en 1910. Réélu en 1912. Démissionne lorsqu'élu Sénateur des États-Unis. | 1893–1909 |
| Thomas W. Hardwick (en)         | Démocrate   | 4 mars 1903 - 2 novembre 1914     | 58e - 63e   | Élu en 1902. Réélu en 1904. Réélu en 1906. Réélu en 1908. Réélu en 1910. Réélu en 1912. Démissionne lorsqu'élu Sénateur des États-Unis. | 1909–1913 |
| Thomas W. Hardwick (en)         | Démocrate   | 4 mars 1903 - 2 novembre 1914     | 58e - 63e   | Élu en 1902. Réélu en 1904. Réélu en 1906. Réélu en 1908. Réélu en 1910. Réélu en 1912. Démissionne lorsqu'élu Sénateur des États-Unis. | 1913–1917 |
| Vacant                          | Vacant      | 2 novembre 1914 - 3 novembre 1914 | 63e         | | |
| Carl Vinson                     | Démocrate   | 3 novembre 1914 - 3 mars 1933     | 63e - 72e   | Élu pour terminer le mandat d'Hardwick. Réélu en 1914. Réélu en 1916. Réélu en 1918. Réélu en 1920.Réélu en 1922. Réélu en 1924. Réélu en 1926. Réélu en 1928. Réélu en 1930. Redécoupage vers le 6e district.                                    | |
| Carl Vinson                     | Démocrate   | 3 novembre 1914 - 3 mars 1933     | 63e - 72e   | Élu pour terminer le mandat d'Hardwick. Réélu en 1914. Réélu en 1916. Réélu en 1918. Réélu en 1920.Réélu en 1922. Réélu en 1924. Réélu en 1926. Réélu en 1928. Réélu en 1930. Redécoupage vers le 6e district.                                    | 1917–1927 |
| Carl Vinson                     | Démocrate   | 3 novembre 1914 - 3 mars 1933     | 63e - 72e   | Élu pour terminer le mandat d'Hardwick. Réélu en 1914. Réélu en 1916. Réélu en 1918. Réélu en 1920.Réélu en 1922. Réélu en 1924. Réélu en 1926. Réélu en 1928. Réélu en 1930. Redécoupage vers le 6e district.                                    | 1927–1933 |
| Charles Hillyer Brand (en)      | Démocrate   | 4 mars 1914 - 3 mars 1933         | 73e         | Élu en 1932. Décès. | 1933–1965 |
| Vacant                          | Vacant      | 17 mai 1933 - 5 juillet 1933      | 73e         | | 1933–1965 |
| Paul Brown (en)                 | Démocrate   | 5 juillet 1933 - 3 janvier 1961   | 73e - 86e   | Élu pour terminer le mandat de Brand. Réélu en 1934. Réélu en 1936. Réélu en 1938. Réélu en 1940. Réélu en 1942. Réélu en 1944. Réélu en 1946. Réélu en 1948. Réélu en 1950. Réélu en 1952. Réélu en 1954. Réélu en 1956. Réélu en 1958. Retrait. | 1933–1965 |
| Robert Grier Stephens Jr. (en)  | Démocrate   | 3 janvier 1961 - 3 janvier 1977   | 87e - 94e   | Élu en 1960. Réélu en 1962. Réélu en 1964. Réélu en 1966. Réélu en 1968. Réélu en 1970. Réélu en 1972. Réélu en 1974. Retrait. | 1933–1965 |
| Robert Grier Stephens Jr. (en)  | Démocrate   | 3 janvier 1961 - 3 janvier 1977   | 87e - 94e   | Élu en 1960. Réélu en 1962. Réélu en 1964. Réélu en 1966. Réélu en 1968. Réélu en 1970. Réélu en 1972. Réélu en 1974. Retrait. | 1965–1973 Baldwin, Clarke, Columbia, Glascock, Greene, Hancock, Jasper, Jefferson, Lincoln, McDuffie, Morgan, Newton, Oconee, Oglethorpe, Putnam, Richmond, Taliaferro, Walton, Warren, Washington, Wikes.                                                   |
| Robert Grier Stephens Jr. (en)  | Démocrate   | 3 janvier 1961 - 3 janvier 1977   | 87e - 94e   | Élu en 1960. Réélu en 1962. Réélu en 1964. Réélu en 1966. Réélu en 1968. Réélu en 1970. Réélu en 1972. Réélu en 1974. Retrait. | 1973–1983 |
| Doug Barnard Jr. (en)           | Démocrate   | 3 janvier 1977 - 3 janvier 1993   | 95e - 102e  | Élu en 1976. Réélu en 1978. Réélu en 1980. Réélu en 1982. Réélu en 1984. Réélu en 1986. Réélu en 1988. Réélu en 1990. Retrait. | |
| Doug Barnard Jr. (en)           | Démocrate   | 3 janvier 1977 - 3 janvier 1993   | 95e - 102e  | Élu en 1976. Réélu en 1978. Réélu en 1980. Réélu en 1982. Réélu en 1984. Réélu en 1986. Réélu en 1988. Réélu en 1990. Retrait. | 1983–1993 Barrow, Clarke, Columbia, Elbert, Lincoln, Madison, McDuffie, Morgan, Oconee, Oglethorpe, Richmond, Walton, Warren, Wikes. et une partie de Gwinnett.                                                                                              |
| Don Johnson Jr. (en)            | Démocrate   | 3 janvier 1993 - 3 janvier 1995   | 103e        | Élu en 1992. perd sa réélection. | 1993–1997 Banks, Barrow, Clarke, Columbia, Elbert, Franklin, Hart, Jackson, Lincoln, Madison, McDuffie, Morgan, Newton, Oconee, Oglethorpe, Walton et des parties de Gwinnett, Richmond et Wikes.                                                            |
| Charlie Norwood (en)            | Républicain | 3 janvier 1995 - 3 janvier 2003   | 104e - 107e | Élu en 1994. Réélu en 1996. Réélu en 1998. Réélu en 2000. Redécoupage vers le 9e district. | 1993–1997 Banks, Barrow, Clarke, Columbia, Elbert, Franklin, Hart, Jackson, Lincoln, Madison, McDuffie, Morgan, Newton, Oconee, Oglethorpe, Walton et des parties de Gwinnett, Richmond et Wikes.                                                            |
| Charlie Norwood (en)            | Républicain | 3 janvier 1995 - 3 janvier 2003   | 104e - 107e | Élu en 1994. Réélu en 1996. Réélu en 1998. Réélu en 2000. Redécoupage vers le 9e district. | 1997–2003 Baldwin, Burke, Butts, Columbia, Elbert, Emanuel,Glascock, Greene, Hancock, Jasper, Jefferson, Johnson, Jones, Laurens, Lincoln, McDuffie, Oglethorpe, Putnam, Richmond, Taliaferro, Warren, Washington, Wikes.                                    |
| Nathan Deal                     | Républicain | 3 janvier 2003 - 3 janvier 2007   | 108e , 109e | Redécoupage depuis le 9e district et réélu en 2002. Réélu en 2004. Redécoupage vers le 9e district. | 2003–2007 Catoosa, Dade, Dawson, Fannin, Gilmer, Gordon, Hall, Murray, Pickens, Walker, Whitfield et des parties de Forsyth, Gwinnett, Rockdale et Walton.                                                                                                   |
| Charlie Norwood (en)            | Républicain | 3 janvier 2007 - 13 février 2007  | 110e        | Redécoupage depuis le 9e district et réélu en 2006. Décès. | 2007–2013 Banks, Clarke, Columbia, Elbert, Franklin, Greene, Habersham, Hart, Jackson, Lincoln, Madison, McDuffie, Morgan, Oconee, Oglethorpe, Putnam, Rabun, Stephens, Towns, Wikes et des parties de Richmond.                                             |
| Vacant                          | Vacant      | 13 février 2007 - 17 juillet 2007 | 110e        | | 2007–2013 Banks, Clarke, Columbia, Elbert, Franklin, Greene, Habersham, Hart, Jackson, Lincoln, Madison, McDuffie, Morgan, Oconee, Oglethorpe, Putnam, Rabun, Stephens, Towns, Wikes et des parties de Richmond.                                             |
| Paul Broun (en)                 | Républicain | 17 juillet 2007 - 3 janvier 2015  | 110e - 113e | Élu pour terminer le mandat de Norwood. Réélu en 2008. Réélu en 2010. Réélu en 2012. Retrait pour se présenter comme Sénateur des États-Unis. | 2007–2013 Banks, Clarke, Columbia, Elbert, Franklin, Greene, Habersham, Hart, Jackson, Lincoln, Madison, McDuffie, Morgan, Oconee, Oglethorpe, Putnam, Rabun, Stephens, Towns, Wikes et des parties de Richmond.                                             |
| Paul Broun (en)                 | Républicain | 17 juillet 2007 - 3 janvier 2015  | 110e - 113e | Élu pour terminer le mandat de Norwood. Réélu en 2008. Réélu en 2010. Réélu en 2012. Retrait pour se présenter comme Sénateur des États-Unis. | 2013–2023 Baldwin, Barrow, Butts, Glascock, Greene, Hancock, Jasper, Jefferson, Johnson, Lincoln, McDuffie, Morgan, Oconee, Oglethorpe, Putnam, Taliaferro, Walton, Warren, Washington, Wikes et des parties de Clarke, Columbia, Gwinnett, Henry et Newton. |
| Jody Hice                       | Républicain | 3 janvier 2015 - 3 janvier 2023   | 114e - 117e | Élu en 2014. Réélu en 2016. Réélu en 2018. Réélu en 2020. Retrait pour se présenter comme Secrétaire d'État de Géorgie. | |
| Mike Collins                    | Républicain | 3 janvier 2023 - en cours         | 118e        | Élu en 2022. | depuis 2023 |

## Résultats des récentes élections
Voici les résultats des dix précédents cycles électoraux dans le district.

### 2004
| Élection de 2004 du 10e district congressionnel de Géorgie | Élection de 2004 du 10e district congressionnel de Géorgie | Élection de 2004 du 10e district congressionnel de Géorgie | Élection de 2004 du 10e district congressionnel de Géorgie | Élection de 2004 du 10e district congressionnel de Géorgie |
| ---------------------------------------------------------- | ---------------------------------------------------------- | ---------------------------------------------------------- | ---------------------------------------------------------- | ---------------------------------------------------------- |
| Parti                                                      | Parti                                                      | Candidat                                                   | Votes                                                      | %                                                          |
|                                                            | Républicain                                                | Nathan Deal (sortant)                                      | 219 136                                                    | 100 %                                                      |
|                                                            | Les Républicains conservent                                |                                                            |                                                            |                                                            |

### 2006
| Élection de 2006 du 10e district congressionnel de Géorgie | Élection de 2006 du 10e district congressionnel de Géorgie | Élection de 2006 du 10e district congressionnel de Géorgie | Élection de 2006 du 10e district congressionnel de Géorgie | Élection de 2006 du 10e district congressionnel de Géorgie |
| ---------------------------------------------------------- | ---------------------------------------------------------- | ---------------------------------------------------------- | ---------------------------------------------------------- | ---------------------------------------------------------- |
| Parti                                                      | Parti                                                      | Candidat                                                   | Votes                                                      | %                                                          |
|                                                            | Républicain                                                | Charlie Norwood (en) (sortant)                             | 117 721                                                    | 67,36                                                      |
|                                                            | Démocrate                                                  | Terry Holley                                               | 57 032                                                     | 32,64                                                      |
| Total des votes                                            | Total des votes                                            | Total des votes                                            | 174 753                                                    | 100 %                                                      |
|                                                            | Les Républicains conservent                                |                                                            |                                                            |                                                            |

### 2008
| Élection de 2008 du 10e district congressionnel de Géorgie | Élection de 2008 du 10e district congressionnel de Géorgie | Élection de 2008 du 10e district congressionnel de Géorgie | Élection de 2008 du 10e district congressionnel de Géorgie | Élection de 2008 du 10e district congressionnel de Géorgie |
| ---------------------------------------------------------- | ---------------------------------------------------------- | ---------------------------------------------------------- | ---------------------------------------------------------- | ---------------------------------------------------------- |
| Parti                                                      | Parti                                                      | Candidat                                                   | Votes                                                      | %                                                          |
|                                                            | Républicain                                                | Paul Broun (en) (sortant)                                  | 177 265                                                    | 60,73                                                      |
|                                                            | Démocrate                                                  | Bobby Saxon                                                | 114 638                                                    | 39,27                                                      |
| Total des votes                                            | Total des votes                                            | Total des votes                                            | 291 903                                                    | 100 %                                                      |
|                                                            | Les Républicains conservent                                |                                                            |                                                            |                                                            |

### 2010
| Élection de 2010 du 10e district congressionnel de Géorgie | Élection de 2010 du 10e district congressionnel de Géorgie | Élection de 2010 du 10e district congressionnel de Géorgie | Élection de 2010 du 10e district congressionnel de Géorgie | Élection de 2010 du 10e district congressionnel de Géorgie |
| ---------------------------------------------------------- | ---------------------------------------------------------- | ---------------------------------------------------------- | ---------------------------------------------------------- | ---------------------------------------------------------- |
| Parti                                                      | Parti                                                      | Candidat                                                   | Votes                                                      | %                                                          |
|                                                            | Républicain                                                | Paul Broun (en) (sortant)                                  | 138 062                                                    | 67,36                                                      |
|                                                            | Démocrate                                                  | Russell Edwards                                            | 66 905                                                     | 32,64                                                      |
| Total des votes                                            | Total des votes                                            | Total des votes                                            | 204 967                                                    | 100 %                                                      |
|                                                            | Les Républicains conservent                                |                                                            |                                                            |                                                            |

### 2012
| Élection de 2012 du 10e district congressionnel de Géorgie | Élection de 2012 du 10e district congressionnel de Géorgie | Élection de 2012 du 10e district congressionnel de Géorgie | Élection de 2012 du 10e district congressionnel de Géorgie | Élection de 2012 du 10e district congressionnel de Géorgie |
| ---------------------------------------------------------- | ---------------------------------------------------------- | ---------------------------------------------------------- | ---------------------------------------------------------- | ---------------------------------------------------------- |
| Parti                                                      | Parti                                                      | Candidat                                                   | Votes                                                      | %                                                          |
|                                                            | Républicain                                                | Paul Broun (en) (sortant)                                  | 211 065                                                    | 100                                                        |
| Total des votes                                            | Total des votes                                            | Total des votes                                            | 211 065                                                    | 100 %                                                      |
|                                                            | Les Républicains conservent                                |                                                            |                                                            |                                                            |

### 2014
| Élection de 2014 du 10e district congressionnel de Géorgie | Élection de 2014 du 10e district congressionnel de Géorgie | Élection de 2014 du 10e district congressionnel de Géorgie | Élection de 2014 du 10e district congressionnel de Géorgie | Élection de 2014 du 10e district congressionnel de Géorgie |
| ---------------------------------------------------------- | ---------------------------------------------------------- | ---------------------------------------------------------- | ---------------------------------------------------------- | ---------------------------------------------------------- |
| Parti                                                      | Parti                                                      | Candidat                                                   | Votes                                                      | %                                                          |
|                                                            | Républicain                                                | Jody Hice                                                  | 130 703                                                    | 66,52                                                      |
|                                                            | Démocrate                                                  | Ken Dious                                                  | 65 777                                                     | 33,48                                                      |
| Total des votes                                            | Total des votes                                            | Total des votes                                            | 196 480                                                    | 100 %                                                      |
|                                                            | Les Républicains conservent                                |                                                            |                                                            |                                                            |

### 2016
| Élection de 2016 du 10e district congressionnel de Géorgie | Élection de 2016 du 10e district congressionnel de Géorgie | Élection de 2016 du 10e district congressionnel de Géorgie | Élection de 2016 du 10e district congressionnel de Géorgie | Élection de 2016 du 10e district congressionnel de Géorgie |
| ---------------------------------------------------------- | ---------------------------------------------------------- | ---------------------------------------------------------- | ---------------------------------------------------------- | ---------------------------------------------------------- |
| Parti                                                      | Parti                                                      | Candidat                                                   | Votes                                                      | %                                                          |
|                                                            | Républicain                                                | Jody Hice (sortant)                                        | 243 725                                                    | 100                                                        |
| Total des votes                                            | Total des votes                                            | Total des votes                                            | 243 725                                                    | 100 %                                                      |
|                                                            | Les Républicains conservent                                |                                                            |                                                            |                                                            |

### 2018
| Élection de 2018 du 10e district congressionnel de Géorgie | Élection de 2018 du 10e district congressionnel de Géorgie | Élection de 2018 du 10e district congressionnel de Géorgie | Élection de 2018 du 10e district congressionnel de Géorgie | Élection de 2018 du 10e district congressionnel de Géorgie |
| ---------------------------------------------------------- | ---------------------------------------------------------- | ---------------------------------------------------------- | ---------------------------------------------------------- | ---------------------------------------------------------- |
| Parti                                                      | Parti                                                      | Candidat                                                   | Votes                                                      | %                                                          |
|                                                            | Républicain                                                | Jody Hice (sortant)                                        | 190 214                                                    | 62,92                                                      |
|                                                            | Démocrate                                                  | Tabitha Johnson-Green                                      | 112 117                                                    | 37,08                                                      |
| Total des votes                                            | Total des votes                                            | Total des votes                                            | 302 331                                                    | 100 %                                                      |
|                                                            | Les Républicains conservent                                |                                                            |                                                            |                                                            |

### 2020
| Élection de 2020 du 10e district congressionnel de Géorgie | Élection de 2020 du 10e district congressionnel de Géorgie | Élection de 2020 du 10e district congressionnel de Géorgie | Élection de 2020 du 10e district congressionnel de Géorgie | Élection de 2020 du 10e district congressionnel de Géorgie |
| ---------------------------------------------------------- | ---------------------------------------------------------- | ---------------------------------------------------------- | ---------------------------------------------------------- | ---------------------------------------------------------- |
| Parti                                                      | Parti                                                      | Candidat                                                   | Votes                                                      | %                                                          |
|                                                            | Républicain                                                | Jody Hice (sortant)                                        | 235 810                                                    | 62,31                                                      |
|                                                            | Démocrate                                                  | Tabitha Johnson-Green                                      | 142 636                                                    | 37,69                                                      |
| Total des votes                                            | Total des votes                                            | Total des votes                                            | 378 446                                                    | 100 %                                                      |
|                                                            | Les Républicains conservent                                |                                                            |                                                            |                                                            |

### 2022
| Primaire Républicaine de 2022 du 10e district congressionnel de Géorgie | Primaire Républicaine de 2022 du 10e district congressionnel de Géorgie | Primaire Républicaine de 2022 du 10e district congressionnel de Géorgie | Primaire Républicaine de 2022 du 10e district congressionnel de Géorgie | Primaire Républicaine de 2022 du 10e district congressionnel de Géorgie |
| ----------------------------------------------------------------------- | ----------------------------------------------------------------------- | ----------------------------------------------------------------------- | ----------------------------------------------------------------------- | ----------------------------------------------------------------------- |
| Parti                                                                   | Parti                                                                   | Candidat                                                                | Votes                                                                   | %                                                                       |
|                                                                         | Républicain                                                             | Mike Collins                                                            | 28 741                                                                  | 25,6                                                                    |
|                                                                         | Républicain                                                             | Vernon Jones                                                            | 24 165                                                                  | 21,5                                                                    |
|                                                                         | Républicain                                                             | Timothy Barr                                                            | 16 007                                                                  | 14,3                                                                    |
|                                                                         | Républicain                                                             | Paul C. Broun                                                           | 14 901                                                                  | 13,3                                                                    |
|                                                                         | Républicain                                                             | David Curry                                                             | 10 557                                                                  | 9,4                                                                     |
|                                                                         | Républicain                                                             | Alan Sims                                                               | 7 388                                                                   | 6,6                                                                     |
|                                                                         | Républicain                                                             | Marc McMain                                                             | 5 222                                                                   | 4,7                                                                     |
|                                                                         | Républicain                                                             | Mitchell Swan                                                           | 5 184                                                                   | 4,6                                                                     |

| Seconde Tour de la Primaire Républicaine de 2022 du 10e district congressionnel de Géorgie | Seconde Tour de la Primaire Républicaine de 2022 du 10e district congressionnel de Géorgie | Seconde Tour de la Primaire Républicaine de 2022 du 10e district congressionnel de Géorgie | Seconde Tour de la Primaire Républicaine de 2022 du 10e district congressionnel de Géorgie | Seconde Tour de la Primaire Républicaine de 2022 du 10e district congressionnel de Géorgie |
| ------------------------------------------------------------------------------------------ | ------------------------------------------------------------------------------------------ | ------------------------------------------------------------------------------------------ | ------------------------------------------------------------------------------------------ | ------------------------------------------------------------------------------------------ |
| Parti                                                                                      | Parti                                                                                      | Candidat                                                                                   | Votes                                                                                      | %                                                                                          |
|                                                                                            | Républicain                                                                                | Mike Collins                                                                               | 30 536                                                                                     | 74,5                                                                                       |
|                                                                                            | Républicain                                                                                | Vernon Jones                                                                               | 10 469                                                                                     | 25,5                                                                                       |

| Primaire Démocrate de 2022 du 10e district congressionnel de Géorgie | Primaire Démocrate de 2022 du 10e district congressionnel de Géorgie | Primaire Démocrate de 2022 du 10e district congressionnel de Géorgie | Primaire Démocrate de 2022 du 10e district congressionnel de Géorgie | Primaire Démocrate de 2022 du 10e district congressionnel de Géorgie |
| -------------------------------------------------------------------- | -------------------------------------------------------------------- | -------------------------------------------------------------------- | -------------------------------------------------------------------- | -------------------------------------------------------------------- |
| Parti                                                                | Parti                                                                | Candidat                                                             | Votes                                                                | %                                                                    |
|                                                                      | Démocrate                                                            | Tabitha Johnson-Green                                                | 15 826                                                               | 42,0                                                                 |
|                                                                      | Démocrate                                                            | Jessica Fore                                                         | 7 261                                                                | 19,2                                                                 |
|                                                                      | Démocrate                                                            | Phyllis Hatcher                                                      | 7 118                                                                | 18,9                                                                 |
|                                                                      | Démocrate                                                            | Femi Oduwole                                                         | 4 425                                                                | 11,7                                                                 |
|                                                                      | Démocrate                                                            | Paul Walton                                                          | 3 080                                                                | 8,2                                                                  |

| Seconde Tour de la Primaire Démocrate de 2022 du 10e district congressionnel de Géorgie | Seconde Tour de la Primaire Démocrate de 2022 du 10e district congressionnel de Géorgie | Seconde Tour de la Primaire Démocrate de 2022 du 10e district congressionnel de Géorgie | Seconde Tour de la Primaire Démocrate de 2022 du 10e district congressionnel de Géorgie | Seconde Tour de la Primaire Démocrate de 2022 du 10e district congressionnel de Géorgie |
| --------------------------------------------------------------------------------------- | --------------------------------------------------------------------------------------- | --------------------------------------------------------------------------------------- | --------------------------------------------------------------------------------------- | --------------------------------------------------------------------------------------- |
| Parti                                                                                   | Parti                                                                                   | Candidat                                                                                | Votes                                                                                   | %                                                                                       |
|                                                                                         | Démocrate                                                                               | Tabitha Johnson-Green                                                                   | 9 070                                                                                   | 64,4                                                                                    |
|                                                                                         | Démocrate                                                                               | Jessica Fore                                                                            | 5 024                                                                                   | 35,6                                                                                    |

| Élection de 2022 du 10e district congressionnel de Floride | Élection de 2022 du 10e district congressionnel de Floride | Élection de 2022 du 10e district congressionnel de Floride | Élection de 2022 du 10e district congressionnel de Floride | Élection de 2022 du 10e district congressionnel de Floride |
| ---------------------------------------------------------- | ---------------------------------------------------------- | ---------------------------------------------------------- | ---------------------------------------------------------- | ---------------------------------------------------------- |
| Parti                                                      | Parti                                                      | Candidat                                                   | Votes                                                      | %                                                          |
|                                                            | Républicain                                                | Mike Collins                                               | 198 523                                                    | 64,53                                                      |
|                                                            | Démocrate                                                  | Tabitha Johnson-Green                                      | 109 107                                                    | 35,47                                                      |
| Total des votes                                            | Total des votes                                            | Total des votes                                            | 307 630                                                    | 100 %                                                      |
|                                                            | Les Républicains conservent                                |                                                            |                                                            |                                                            |

### 2024
| Primaire Républicaine de 2024 du 10e district congressionnel de Géorgie | Primaire Républicaine de 2024 du 10e district congressionnel de Géorgie | Primaire Républicaine de 2024 du 10e district congressionnel de Géorgie | Primaire Républicaine de 2024 du 10e district congressionnel de Géorgie | Primaire Républicaine de 2024 du 10e district congressionnel de Géorgie |
| ----------------------------------------------------------------------- | ----------------------------------------------------------------------- | ----------------------------------------------------------------------- | ----------------------------------------------------------------------- | ----------------------------------------------------------------------- |
| Parti                                                                   | Parti                                                                   | Candidat                                                                | Votes                                                                   | %                                                                       |
|                                                                         | Républicain                                                             | Mike Collins (sortant)                                                  | 62 109                                                                  | 100 %                                                                   |

| Primaire Démocrate de 2024 du 10e district congressionnel de Géorgie | Primaire Démocrate de 2024 du 10e district congressionnel de Géorgie | Primaire Démocrate de 2024 du 10e district congressionnel de Géorgie | Primaire Démocrate de 2024 du 10e district congressionnel de Géorgie | Primaire Démocrate de 2024 du 10e district congressionnel de Géorgie |
| -------------------------------------------------------------------- | -------------------------------------------------------------------- | -------------------------------------------------------------------- | -------------------------------------------------------------------- | -------------------------------------------------------------------- |
| Parti                                                                | Parti                                                                | Candidat                                                             | Votes                                                                | %                                                                    |
|                                                                      | Démocrate                                                            | Lexy Doherty                                                         | 18 040                                                               | 59,0                                                                 |
|                                                                      | Démocrate                                                            | Jessica Fore                                                         | 12 532                                                               | 41,0                                                                 |

| Élection de 2024 du 10e district congressionnel de Géorgie | Élection de 2024 du 10e district congressionnel de Géorgie | Élection de 2024 du 10e district congressionnel de Géorgie | Élection de 2024 du 10e district congressionnel de Géorgie | Élection de 2024 du 10e district congressionnel de Géorgie |
| ---------------------------------------------------------- | ---------------------------------------------------------- | ---------------------------------------------------------- | ---------------------------------------------------------- | ---------------------------------------------------------- |
| Parti                                                      | Parti                                                      | Candidat                                                   | Votes                                                      | %                                                          |
|                                                            | Républicain                                                | Mike Collins (sortant)                                     | 256 442                                                    | 63,1                                                       |
|                                                            | Démocrate                                                  | Lexy Doherty                                               | 150 274                                                    | 36,9                                                       |
| Total des votes                                            | Total des votes                                            | Total des votes                                            | 406 716                                                    | 100 %                                                      |
|                                                            | Les Républicains conservent                                |                                                            |                                                            |                                                            |